# Dark Souls
Dark Souls es una serie de juegos de rol de acción creada por Hidetaka Miyazaki de FromSoftware y publicada por Bandai Namco Entertainment. La serie comenzó con el lanzamiento de Dark Souls en 2011 y ha visto dos secuelas, Dark Souls II en 2014 y Dark Souls III en 2016. Dark Souls ha recibido aclamación crítica, con el primer título a menudo citado como uno de los mejores videojuegos de todos los tiempos, y la serie en su conjunto ha sido tanto elogiada como criticada por su alto nivel de dificultad. Para 2022, la serie había enviado más de 33 millones de copias. Otros juegos de FromSoftware, incluyendo Demon's Souls, Bloodborne, Sekiro: Shadows Die Twice y Elden Ring, comparten varios conceptos relacionados y a menudo se agrupan juntos como «Soulsborn». La saga ha generado su propio género de videojuegos que la imitan en mayor o menor medida, llamados Soulslike.

## Premisa
Los juegos tienen lugar en un entorno de fantasía medieval oscura, donde el personaje del jugador lucha contra caballeros, dragones, fantasmas, demonios y otras entidades monstruosas o sobrenaturales. La acumulación, pérdida y recuperación de almas son elementos centrales de la narrativa y la jugabilidad de los juegos de Dark Souls. Estos juegos están conectados a través de su ambientación y una narrativa cíclica general que se centra en el fuego, y están unidos por temas y elementos comunes, como las interacciones con fantasmas y las batallas con demonios. Al final de cada juego, los personajes pueden reavivar la «primera llama» o permitir que se desvanezca, repitiendo una elección que otros han hecho antes.

## Jugabilidad
Los juegos de Dark Souls se juegan desde una perspectiva en tercera persona y se centran en explorar entornos interconectados mientras se lucha contra enemigos con armas y magia. Los jugadores luchan contra jefes para avanzar en la historia, mientras interactúan con personajes no jugables. El protagonista de cada juego de Dark Souls puede tener un género, apariencia, nombre y clase de inicio variables mediante la creación de personajes. Los jugadores pueden elegir entre clases, incluyendo caballeros, bárbaros, ladrones y magos. Cada clase tiene su propio equipo y habilidades iniciales que se pueden adaptar a la experiencia y elecciones del jugador a medida que progresan. El jugador gana almas de las batallas que actúan como puntos de experiencia para subir de nivel y como moneda para comprar objetos. Las almas obtenidas suelen ser proporcionales a la dificultad de luchar contra ciertos enemigos; cuanto más difícil es un enemigo, más almas ganará el jugador al derrotarlo.
Una de las mecánicas principales de la serie es que utiliza la muerte para enseñar a los jugadores cómo reaccionar en entornos hostiles, fomentando la repetición, el aprendizaje de los errores pasados y la experiencia previa como medios para superar su dificultad. Al perder todos sus puntos de salud y morir, los jugadores pierden sus almas y son teletransportados de regreso a la hoguera donde descansaron por última vez, la que sirve como punto de control. Se les da una oportunidad para recuperar sus almas perdidas en forma de una mancha de sangre, que se coloca en o alrededor de donde murieron por última vez. Si el jugador muere de nuevo antes de llegar a su mancha de sangre, las almas se pierden permanentemente. Como la mayoría de los enemigos vuelven a aparecer después de la muerte del jugador, o si el jugador descansa en una hoguera, el jugador tiene la oportunidad de recuperar más almas mediante encuentros repetidos de combate. La hoguera es un tipo de fogata en los juegos de rol de acción de Dark Souls y sus secuelas que funciona como punto de control para el progreso del personaje del jugador, así como para revivir a la mayoría de los enemigos que el jugador mató anteriormente. Más adelante en el juego, y en Dark Souls II y III, funcionan como puntos de teletransporte. Otro aspecto fundamental de la serie es su dependencia de la resistencia en la batalla. Realizar ataques, bloquear o esquivar consumen resistencia, que de otra manera se restaura rápidamente si el jugador se queda quieto o simplemente camina. Ciertos movimientos no se pueden ejecutar si el jugador carece de una cierta cantidad de resistencia, lo que los hace vulnerables al ataque. Los jugadores deben equilibrar su ritmo de ataques contra movimientos defensivos y breves períodos de descanso para sobrevivir a encuentros más difíciles.
La interacción en línea en Dark Souls está integrada en la experiencia de un solo jugador. A lo largo de las áreas del juego, los jugadores pueden ver brevemente las acciones de otros jugadores como fantasmas en la misma área que pueden mostrar pasajes o interruptores ocultos. Cuando un jugador muere, puede dejar una mancha de sangre en el mundo del juego de otros jugadores que, cuando se activa, puede mostrar un fantasma reproduciendo sus momentos finales, indicando cómo murió esa persona y potencialmente ayudando al jugador a evitar el mismo destino por adelantado. Los jugadores pueden dejar mensajes en el suelo que pueden ayudar a otros jugadores proporcionando pistas y advertencias o dañarlos dejando pistas falsas. Los jugadores también pueden participar en combates entre jugadores y en juegos cooperativos utilizando mecánicas de invasión o invocación.

## Juegos
| 2011 | Dark Souls            |
| 2012 |                       |
| 2013 |                       |
| 2014 | Dark Souls 2          |
| 2015 |                       |
| 2016 | Dark Souls 3          |
| 2017 |                       |
| 2018 | Dark Souls Remastered |

### Dark Souls
Dark Souls es el primer juego de la serie; se considera un sucesor espiritual de Demon's Souls (2009). FromSoftware quería desarrollar una secuela de Demon's Souls, pero la propiedad intelectual pertenecía a Sony y no les permitía hacerlo en otras plataformas. Fue lanzado en 2011 para PlayStation 3 y Xbox 360. En 2012, se lanzó Dark Souls: Prepare to Die Edition para Windows, PlayStation 3 y Xbox 360, que incluía el juego base y el contenido descargable Artorias of the Abyss. El juego tiene lugar en el reino ficticio de Lordran. Los jugadores asumen el papel de un personaje humano maldito que se propone descubrir el destino de los humanos no muertos como ellos. La trama de Dark Souls se cuenta principalmente a través de detalles ambientales, texto de sabor de los objetos del juego y diálogos con personajes no jugables (PNJ). Los jugadores deben reunir pistas para entender la historia, en lugar de que se les cuente a través de medios más tradicionales, como las escenas cinemáticas. Dark Souls y su predecesor Demon's Souls recibieron reconocimiento debido al alto nivel de dificultad de la serie. Una versión con algunas mejoras gráficas y de jugabilidad, Dark Souls: Remastered, se lanzó en mayo de 2018.

### Dark Souls 2
A diferencia de los dos juegos anteriores, el director Hidetaka Miyazaki no repitió su papel ya que estaba ocupado dirigiendo Bloodborne, aunque aún estaba involucrado en la supervisión. Fue lanzado en 2014 para Windows, PlayStation 3 y Xbox 360. En 2015, se lanzó una versión actualizada que presentaba el contenido descargable The Lost Crowns para Windows, PlayStation 3, Xbox 360, PlayStation 4 y Xbox One, bajo el título de Dark Souls II: Scholar of the First Sin, con los dos últimos plataformas recibiendo lanzamientos físicos. El juego tiene lugar en el reino de Drangleic, donde el jugador debe encontrar una cura para la maldición de los no muertos. Aunque ambientado en el mismo universo que el juego anterior, no hay una conexión directa en la historia con Dark Souls.

### Dark Souls 3
Dark Souls III fue lanzado en 2016 para Windows, PlayStation 4 y Xbox One. El juego tiene un ritmo más rápido que las entregas anteriores de Souls, lo que se atribuyó en parte al estilo de juego de Bloodborne. La trama se desarrolla en el reino de Lothric, donde el jugador debe poner fin al ciclo de vinculación de la Llama. En 2017, se lanzó la versión completa que contiene el juego base y ambas expansiones (Ashes of Ariandel y The Ringed City), bajo el título Dark Souls III: The Fire Fades Edition. Dark Souls III fue un éxito tanto crítico como comercial, y los críticos lo calificaron como una conclusión digna y adecuada para la serie. Vendió más de 10 millones de copias para el año 2020, convirtiéndose en el juego de venta más rápida en la historia de Bandai Namco en ese momento (hasta que fue superado por Elden Ring). En 2015, Miyazaki dijo que Dark Souls III probablemente sería el último de la serie, y que FromSoftware elegiría crear nuevos juegos de propiedades intelectuales no relacionadas en el futuro.

## Recepción

### Crítica
La serie Dark Souls ha recibido una gran cantidad de aclamación crítica. El primer título de la saga ha sido considerado como uno de los mejores videojuegos de todos los tiempos. Dark Souls III también recibió aclamación crítica al momento de su lanzamiento. 
La mecánica de perder el progreso, para luego poder recuperarlo, ha sido elogiado por los críticos. David Craddock de Shacknews la llamó uno de los pilares fundamentales de la serie. Dijo que el castigo más duro que se puede recibir en un juego de Souls no es «morir una vez, sino dos veces». GamesRadar+ llamó a las manchas de sangre, en combinación con el sistema de mensajes de Demon's Souls, «una forma grácil y elegante de permitir que los jugadores se guíen mutuamente sin necesidad de palabras», y dijo que «rara vez el precio del fracaso ha sido equilibrado sobre una línea tan precaria» como ser forzado a recuperar su mancha de sangre.
El concepto de hoguera fue igualmente elogiado. Matthew Elliott de GamesRadar+ llamó a las hogueras un poderoso símbolo de alivio, y «un cóctel carnoso de progreso, agotamiento y alegría», y que, aunque otros juegos evocan emociones con sus puntos de guardado, ningún otro juego lo hace de manera tan efectiva. Vice llamó a la hoguera una «marca de genio» que «reinventó el punto de guardado» y permitió al jugador reflexionar sobre su progreso.

### Legado
El género soulslike fue inspirado por características comunes de la serie, lo que ha resultado en muchos juegos que usan mecánicas similares. Otros juegos de FromSoftware dirigidos por Miyazaki, como Demon's Souls, Bloodborne, Sekiro: Shadows Die Twice y Elden Ring, comparten muchos de los mismos conceptos que Souls y a menudo se asocian con la serie y se agrupan bajo la etiqueta «Soulsborne».
La serie también ha sido citada como una influencia en varias características de PlayStation Network, como la mensajería asincrónica, las redes sociales y el intercambio de videos, así como en la serie de televisión Stranger Things.

### Comercial
La serie Dark Souls había vendido 33,4 millones de copias fuera de Japón hasta marzo de 2022. Dark Souls III estableció récords de ventas al momento de su lanzamiento, vendiendo más de tres millones de copias en todo el mundo en mayo de 2016 y convirtiéndose en el juego más vendido de Bandai Namco hasta que fue superado por Elden Ring en 2022.

## Otros medios
En 2016 debutó un cómic basado en la serie publicado por Titan Comics junto con el lanzamiento de Dark Souls III. Alrededor de la misma época, se anunció una campaña de Kickstarter para un juego de mesa con licencia de Steamforged Games, llamado Dark Souls – The Board Game. La campaña se financió en los primeros tres minutos de su lanzamiento y fue lanzada en abril de 2017, siendo un juego de miniaturas centrado en el combate para 1-4 jugadores.
Dark Souls – The Board Game (2017) emula la dificultad desafiante del videojuego y ha vendido más de 500 000 copias en todo el mundo. Ahora (2022) se han lanzado dos nuevos juegos básicos para Dark Souls™: The Board Game, cada uno visitando ubicaciones icónicas del videojuego, como la Tumba de los Gigantes y el Mundo Pintado de Ariamis.
En febrero de 2017, la música de la serie compuesta por Motoi Sakuraba fue interpretada por una orquesta en vivo en la sala de conciertos Salle Pleyel en París. En septiembre de ese año, se lanzó una edición limitada en vinilo que contenía las bandas sonoras de los tres juegos en Europa. En Japón, se lanzó un conjunto de cajas que contenían las versiones mejoradas de los tres juegos para PlayStation 4, las bandas sonoras de cada uno, soportes para libros, impresiones de obras de arte y diccionarios que detallan cada objeto del juego el 24 de mayo de 2018.